# سیارک ۲۵۸۱۳
سیارک ۲۵۸۱۳ (به انگلیسی: 25813 Savannahshaw، نامگذاری:2000DW18)۲۵۸۱۳مین سیارک کشف شده‌است که در ۲۹ فوریه ۲۰۰۰ کشف شد.